# Milena (Włochy)
Milena – miejscowość i gmina we Włoszech, w regionie Sycylia, w prowincji Caltanissetta.
Według danych na rok 2004 gminę zamieszkiwało 3446 osób, 143,6 os./km².

## Współpraca
- Aix-les-Bains, Francja